# De Kolk (Sneek)
De Kolk is een ruim water in de binnenstad van Sneek en is bekend vanwege de Waterpoort, die aan dit water staat.
Voorheen deed de Kolk dienst als haven voor export van goederen naar Holland en het buitenland, voornamelijk voor transport van boter- en kaas. Het pakhuis van Halbertsma (anno 1900) getuigt hier nog van. Tegenwoordig is de Kolk regelmatig het decor van culturele uitvoeringen, zoals bijvoorbeeld tijdens Sneker Simmer. Het bekendste en grootste evenement in de Kolk is de vlootschouw, de traditionele opening van de Sneekweek, die door tienduizenden wordt bezocht.
Aan de Kolk bevinden zich de Wonderbrug en de Lemmerwegbrug. Straten gelegen naast de Kolk zijn de Waterpoortsgracht en de Lemmerweg.
In 2005 was de Kolk het toneel van de nationale intocht van Sinterklaas.